# Gentiana tatakensis
Gentiana tatakensis är en gentianaväxtart som beskrevs av Masamune. Gentiana tatakensis ingår i släktet gentianor, och familjen gentianaväxter. Inga underarter finns listade i Catalogue of Life.